# Kameanețkî Hutorî, Murovani Kurîlivți
Kameanețkî Hutorî (în ucraineană Кам'янецькі Хутори) este un sat în comuna Nemerce din raionul Murovani Kurîlivți, regiunea Vinnița, Ucraina.

## Demografie
Componența lingvistică a localității Kameanețkî Hutorî
     Ucraineană (100%)
Conform recensământului din 2001, toată populația localității Kameanețkî Hutorî era vorbitoare de ucraineană (100%).